# Мютсенуз
Мютсенуз (фр. Mutzenhouse [mutsənuz]) — коммуна на северо-востоке Франции в регионе Гранд-Эст (бывший Эльзас — Шампань — Арденны — Лотарингия), департамент Нижний Рейн, округ Саверн, кантон Буксвиллер. До марта 2015 года коммуна административно входила в состав упразднённого кантона Ошфельден (округ Страсбур-Кампань).
Площадь коммуны — 2,21 км², население — 419 человек (2006) с тенденцией к стабилизации: 413 человек (2013), плотность населения — 186,9 чел/км².

## Население
Население коммуны в 2011 году составляло 406 человек, в 2012 году — 399 человек, а в 2013-м — 413 человек.
| 1962 | 1968 | 1975 | 1982 | 1990 | 1999 | 2006 | 2008 | 2011 | 2012 | 2013 |
| ---- | ---- | ---- | ---- | ---- | ---- | ---- | ---- | ---- | ---- | ---- |
| 231  | 259  | 257  | 362  | 348  | 385  | 419  | 429  | 406  | 399  | 413  |

Динамика населения:

## Экономика
В 2010 году из 287 человек трудоспособного возраста (от 15 до 64 лет) 215 были экономически активными, 72 — неактивными (показатель активности 74,9 %, в 1999 году — 71,1 %). Из 215 активных трудоспособных жителей работали 200 человек (99 мужчин и 101 женщина), 15 числились безработными (6 мужчин и 9 женщин). Среди 72 трудоспособных неактивных граждан 22 были учениками либо студентами, 31 — пенсионерами, а ещё 19 — были неактивны в силу других причин.